# دهستان مرکیه
دهستان مرکیه نام دهستانی که شامل ۶ روستا به نام‌های 
1 - مرکیه 2 - پشتمسار  - 3 - بالابلگور 4 - پایین بلگور 5 - سیاه اسطلخ 6 - سه شنبه می‌باشد    در بخش میرزا کوچک جنگلی شهرستان صومعه‌سرا، استان گیلان در ایران است. براساس سرشماری مرکز آمار ایران در سال ۱۳۹۵، جمعیت آن ۷۳۳۰ نفر (۲۰۵۰ خانوار) بوده‌است.